# 宮崎秀樹
宮崎 秀樹（みやざき ひでき、1930年7月9日 - ）は、日本の医師、政治家。元参議院議員（3期）。

## 経歴
愛知県出身。1951年に武蔵大学プレメディカルコース(医学部進学課程)を卒業し、東京医科大学に入学。1962年に東京医科大学大学院（外科学）を修了し、愛知県稲沢市に外科医院を開設。1972年には愛知県医師会理事に就任した。
1986年、日本医師連盟推薦候補として第14回参議院議員通常選挙（比例区）にて初当選し、以後当選合計3回。参議院社会労働委員会理事（1988年）、環境政務次官（1989年）、労働政務次官（1991年）、参議院内閣委員長、参議院議院運営委員長などを歴任した。2004年に参議院議員を引退するまでの間、2度繰り上げ当選を経験した珍しい政治家である。
また、自由民主党副幹事長や、自由民主党政務調査会の脳死・生命倫理及び臓器移植問題に関する調査会長、障害者に関する特別委員長、医療基本問題調査会副会長を務めた。
1986年から日本医師会代議員となり、2004年には日本医師会副会長に選出され、2006年まで務めた。
政界引退後は超党派の参院議員OBでつくる一般社団法人「参議院協会」の会長を務める。
2009年春の叙勲で旭日重光章受章。
2019年9月28日から10月3日にかけては、日朝首脳会談開催を目指す首相安倍晋三に近い横倉義武日本医師会会長の発案により、宮崎ら「参議院協会」のメンバー7人と日本医師会の柵木充明代議員会議長が北朝鮮を訪問し、将来的な医療支援を検討するためとして病院などを視察した。